# Предраг Дража Ђукић
Предраг Дража Ђукић (Ужице, 31. мај 1943 — Београд, 5. новембар 2002) био је српски архитекта и супруг архитекте Наде Ђукић.

## Биографија
Архитекта Ђукић рођен је у Ужицу 1943. године. Основну школу и гимназију завршио је у Земуну. Уписује студије архитектуре на Архитектонском факултету у Београду, где 1969. године дипломира у атељеу проф. архитекте Мате Бајлона. Као пројектант радио је у следећим институцијама, предузећима и бироима: Завод за урбанизам и комуналну делатност СР Србије (1971-1972), Институт за грађевинарство при Грађевинском факултету (1973-1974), КМГ »Трудбеник« (1974-1976), »Југопројект« (1976-1985), »Инвест-биро« (1986-1987) и архитектонско-урбанистички атеље »Лик« (1988-1989). Пројектантску праксу наставља у Русији.

## Конкурси
Најзначајнији конкурси:
- Музеј авијације у Београду (са: В. Пејовић), Београд, 1968 (без награде).
- Стамбено насеље Лиман III (са: Н. Пјеовић и В. Пејовић), Нови Сад, 1969 (III награда).
- Урбанистичко решење централног подручја града Бања Лука (са: Ч. Живановић), Бања Лука, 1971 (без награде).
- Спомен дом у Сплиту, Сплит, 1973 (откуп).
- Југословенски штанд у Будимпешти, Будимпешта, 1976 (I награда).

## Изведени објекти
Најзначајнији објекти архитекте Ђукића су:
- Таложни базени водовода, Пљевља, 1977-1979.
- Фабрика конфекције »Младост« (са коаутором: Оливером Степановић; са сарадницима: Новицом Голубовићем и Мирјаном Булатовић), Пожега, 1976-1978.
- Пословна зграда »Делишес«, Владичин Хан, 1977-1978.
- Фабрика фасадне опеке (са сарадницима: Мирјаном Булатовић, Александром Томинчевићем и Дренком Добривојевић), Уб, 1979-1981.
- Вишестамбене зграде у Жаркову (са сарадницима: Александром Томинчевићем и Снежаном Раденковић), Београд, 1979-1986.
- Стамбено-пословна зграда »Зелени венац« (са коаутором: Зораном Лазовићем; са сарадницима: Мирјаном Булатовић, Александром Томинчевићем и Снежаном Раденковић), Ивањица, 1979-1984.
- Основна Ваљевска банка (са коаутором: Надом Ђукић; са сарадницом: Анамаријом Вујић), Ваљево, 1986-1988.

## Награде
Најзначајније награде:
- Велика награда 11. Салона архитектуре за стамбено-пословну зграду »Зелени венац« (са коаутором: Зораном Лазовићем), 1985.
- Признање Салона архитектуре за пројекат индивидуалне вишестамбене куће »Илић-Митић« у Београду (са коаутором: Бранимиром Поповићем), 198

## Галерија
- Oсновна Ваљевска банка
- Насловна страна каталога »Архитектура: Предраг Ђукић«, 1989.